# Артуа

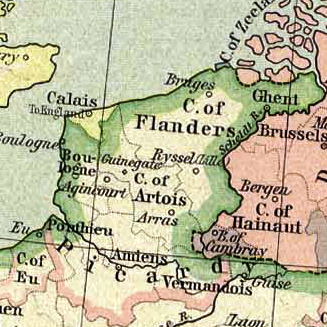
Артуа на мапі Бургундії, 1477 рік

50°30′ пн. ш. 2°30′ сх. д. / 50.5° пн. ш. 2.5° сх. д.
Артуа́ (фр. Artois фр.: [aʁtwɑ]; нід. Artesië, лат. Artesium) — історична провінція Французького королівства на півночі Франції.
Займала більшу частину сучасного департаменту Па-де-Кале.
З IX століття була володінням Фландрії, потім Франції, Бургундії, Габсбургів, Іспанії.
З XVII століття в складі Франції.
Головне місто — Аррас.
Один з найважливіших індустріальних районів країни. Кам'яно-вугільна, металургійна, машинобудування, текстильна, цукрова промисловість.
Перша свердловна, пробурена на воду і закріплена трубами, була споруджена в 1126 році на території Франції у провінції Артуа. Від латинської назви провінції глибокі колодязі і свердловини з напірною водою, дістали назву артезіанських.